# 粘连
粘連 （页面存档备份，存于）又称黏連、沾黏，是組織或器官由于外在或内部不良影响，而产生纖維性組織，使之与周围组织粘在一起的现象，常見於手術區域。粘連的纖維組織可以視為是體內的疤痕，会影响中空器官蠕动或肢体关节活动。
如同疤痕，粘連是手術後人體修復過程中會發生的一種自然現象。造成粘連的纖維組織会接連在兩組織間，並常跨過一段體腔或关节腔空間，比如腹腔、肩关节。這樣的「連結」可能不會造成任何影響，也可能造成兩端組織或器官發生扭結或拉扯，而影響該組織器官的正常生理運作、功能，嚴重時會引起疼痛及併發疾病。

## 備註
1. ↑  用“粘”的时候，东西有黏性；用“沾”的时候，东西没有黏性。見：http://www.hwjyw.com/teacher_hua/200910/t20091026_32980.shtml 。及
https://www.thn21.com/base/zi/9273.html 。